# 이노우에 아렌
이노우에 아렌(일본어: 井上 愛簾, 2006년 9월 19일~)는 일본의 축구 선수이다.

## 구단 경력
그는 2024년 J1리그의 산프레체 히로시마에 입단했다.

## 국가대표팀 경력
그는 2023년 FIFA U-17 월드컵에 참가할 일본 U-17 국가대표팀에 발탁되었으며, 4경기에 출전했다.